# Out of the Inkwell
Out of the Inkwell va ser una important sèrie animada de l'era del cinema mut produïda per Max Fleischer del 1918 al 1929.

## Història
La sèrie va ser el resultat de tres curtmetratges experimentals que Max Fleischer va produir independentment del 1914 al 1916 per demostrar la seva invenció, el rotoscopi, un dispositiu format per un projector de pel·lícula i un cavallet que s’utilitzava per aconseguir un moviment realista de dibuixos animats. El rotoscopi projectava una pel·lícula cinematogràfica a través d’una obertura del cavallet, coberta per un vidre que servia de superfície de dibuix. La imatge de la pel·lícula projectada es traçava sobre paper, avançant la pel·lícula d’un fotograma cada vegada que es feia cada dibuix. El germà petit de Fleischer, Dave Fleischer, que treballava de pallasso a Coney Island, va servir de model per al seu primer personatge famós, conegut eventualment com el pallasso Koko (Koko the Clown).
Out of the Inkwell va començar al Bray Studio com una publicació mensual a The Bray Pictograph Screen Magazine produïda per a Paramount des del 1918, i posteriorment per Goldwyn del 1920 al 1921. El mateix any, els germans Fleischer van començar el seu propi estudi i, el 1923, el pallasso que abans no tenia nom es va conèixer com a Koko quan el veterà de l’animació Dick Huemer es va convertir en el nou director d’animació.
Huemer, que va començar la seva carrera d’animació amb els dibuixos animats de Mutt and Jeff el 1916, va portar la influència dels companys un baix i un altre alt a Out of the Inkwell amb la creació d’un petit company caní anomenat Fitz, que més tard va evolucionar en Bimbo a l'era del so. Huemer va redissenyar el pallasso per a l'animació, cosa que va reduir la dependència de Fleischer del rotoscopi per a l'animació fluida. També va definir l'estil de dibuix amb la seva distintiva qualitat per entintar que era famosa per la sèrie. Però va ser la interacció de les seqüències d’acció en directe amb l’artista / creador, Max Fleischer i les seves creacions de ploma i tinta, la que va ser la base de la sèrie. Normalment, els dibuixos animats comencen amb una acció en directe que mostra a Max dibuixant els personatges sobre paper o obrint el tinter per alliberar els personatges a la "realitat".
La sèrie Out of the Inkwell es va desenvolupar des de 1918 fins a mitjans de 1927, i Paramount li va canviar el nom per The Inkwell Imps, continuant-la fins al 1929. En total, es van produir 62 pel·lícules Out of the Inkwell i 56 Inkwell Imps en onze anys. La sèrie Inkwell Imps va ser substituïda pel "Talkartoons" el 1929, i Koko es va retirar fins al 1931, apareixent com a personatge secundari amb Bimbo i Betty Boop. L'última aparició als cinemes de Koko va ser al curt Ha-Ha-Ha de Betty Boop (1934), un remake de la pel·lícula muda The Out of the Inkwell (1924). Koko va prtagonitzar un breu cameo en la seva única aparició en color a Toys will be Toys (1949) de la sèrie Screen Songs.
El 1950, Stuart Productions va llançar a la televisió diversos dibuixos animats dels Inkwell Studios Out of the Inkwell i una selecció dels dibuixos animats de Paramount Inkwell Imps. El 1955, Inkwell Imps, juntament amb 2.500 curtmetratges i dibuixos animats de Paramount anteriors a l'octubre de 1950 es van vendre a empaquetadors de televisió, la major part adquirits per U.M. & M. TV Corporation.
El 1958, Max Fleischer va reviure el seu estudi en una associació amb Hal Seeger, i el 1960 va produir una sèrie de cent dibuixos animats de cinc minuts d'Out Of The Inkwell. A la nova sèrie de colors, Koko tenia una núvia pallasso anomenada Kokette, un amic anomenat Kokonut i un enemic anomenat Mean Moe. Larry Storch va proporcionar la veu a Koko i a tots els personatges secundaris. Molts dels curts de la sèrie original ara són de domini públic. Un curt de la sèrie, The Hypnotist de 1922, va ser conservat per l'Academy Film Archive el 2010.

## Filmografia

### Època deBray Studio (1918-1921)
- Experiment No. 1 (1918)
- Experiment No. 2 (1919)
- Experiment No. 3 (1919)
- Experiment No. 4 (1919)
- The Clown's Pup (1919)
- The Tantalizing Fly (1919)
- Slides (1919)
- The Boxing Kangaroo (1920)
- Chinamen (1920)
- The Circus (1920)
- The Ouija Board (1920)
- The Clown's Little Brother (1920)
- Poker (1920)
- Perpetual Motion (1920)
- The Restaurant (1920)
- Cartoonland (1921)
- The Automobile Ride (1921)

### Inkwell Studio:Out of The Inkwellanys 1921-1926
- Modeling (1921)
- Fishing (1921)
- Invisible Ink (1921)
- The Fish (1922)
- The Mechanical Doll (1922)
- The Mosquito (1922)
- Bubbles (1922)
- Flies (1922)
- Pay Day (1922)
- The Hypnotist (1922)
- The Challenge (1922)
- The Show (1922)
- The Reunion (1922)
- The Birthday (1922)
- Jumping Beans (1922)
- Surprise (1923)
- The Puzzle (1923)
- Trapped (1923)
- The Battle (1923)
- False Alarm (1923)
- Balloons (1923)
- The Fortune Teller (1923)
- Shadows (1923)
- Bed Time (1923)
- The Laundry (1924)
- Masquerade (1924)
- The Cartoon Factory (1924)
- Mother Gooseland (1924)
- A Trip To Mars (1924)
- A Stitch in Time (1924)
- Clay Town (1924)
- The Runaway (1924)
- Vacation (1924)
- Vaudeville (1924)
- League of Nations (1924)
- Sparring Partners (1924)
- The Cure (1924)
- Koko the Hot Shot (1925)
- Koko the Barber (1925)
- Big Chief Koko (1925)
- The Storm (1925)
- Koko Trains 'Em (1925)
- Koko Sees Spooks (1925)
- Koko Celebrates the Fourth (1925)
- Koko Nuts (1925)
- Koko on the Run (1925)
- Koko Packs Up (1925)
- Koko Eats (1925)
- Thanksgiving (1925)
- Koko Steps Out (1925)
- Koko in Toyland (1925)
- My Bonnie September (1925)
- Koko's Paradise (1926)
- Koko Baffles the Bulls (1926)
- It's the Cats (1926)
- Koko at the Circus (1926)
- Toot Toot (1926)
- Koko Hot After It (1926)
- Fadeaway (1926)
- Koko's Queen (1926)
- Koko Kidnapped (1926)
- Koko the Convict (1926)
- Koko Gets Egg-Cited (1926)

### Inkwell Imps(1927–1929)

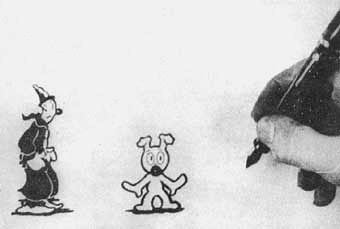
Imatge de "Inkwell Imps" amb el pallasso Koko i el gos Fitz.

- Koko Back Tracks (1927)
- Koko Makes 'Em Laugh (1927)
- Koko in 1999 (1927)
- Koko the Kavalier (1927)
- Koko Needles the Boss (1927)
- Ko-Ko Plays Pool (1927)
- Ko-Ko's Kane (1927)
- Ko-Ko the Knight (1927)
- Ko-Ko Hops Off (1927)
- Ko-Ko the Kop (1927)
- Ko-Ko Explores (1927)
- Ko-Ko Chops Suey (1927)
- Ko-Ko's Klock (1927)
- Ko-Ko's Quest (1927)
- Ko-Ko the Kid (1927)
- Ko-Ko's Kink (1928)
- Ko-Ko's Kozy Korner (1928)
- Ko-Ko's Germ Jam (1928)
- Ko-Ko's Bawth (1928)
- Ko-Ko Smokes (1928)
- Ko-Ko's Tattoo (1928)
- Ko-Ko's Earth Control (1928)
- Ko-Ko's Hot Dog (1928)
- Ko-Ko's Haunted House (1928)
- Ko-Ko's Lamp Aladdin (1928)
- Ko-Ko Squeals (1928)
- Ko-Ko's Field Daze (1928)
- Ko-Ko Goes Over (1928)
- Ko-Ko's Catch (1928)
- Ko-Ko's War Dogs (1928)
- Ko-Ko's Chase (1928)
- Ko-Ko Heaves Ho (1928)
- Ko-Ko's Big Pull (1928)
- Ko-Ko Cleans Up (1928)
- Ko-Ko's Parade (1928)
- Ko-Ko's Dog Gone (1928)
- Ko-Ko in the Rough (1928)
- Ko-Ko's Magic (1928)
- Ko-Ko on the Track (1928)
- Ko-Ko's Act (1928)
- Ko-Ko's Courtship (1928)
- No Eyes Today (1929)
- Noise Annoys Ko-Ko (1929)
- Ko-Ko Beats Time (1929)
- Ko-Ko's Reward (1929)
- Ko-Ko's Hot Ink (1929)
- Ko-Ko's Crib (1929)
- Ko-Ko's Saxophonies (1929)
- Ko-Ko's Knock Down (1929)
- Ko-Ko's Signals (1929)
- Ko-Ko's Conquest (1929)
- Ko-Ko's Focus (1929)
- Ko-Ko's Harem Scarum (1929)
- Ko-Ko's Big Sale (1929)
- Ko-Ko's Hypnotism (1929)
- Chemical Ko-Ko (1929)